# Drujba (Adiguèsia)
Drujba - Дружбa (rus) és un possiólok de la República d'Adiguèsia, a Rússia. Es troba a la vora del riu Txokhrak, a 12 km al nord-oest de Koixekhabl i a 41 km al nord-est de Maikop, la capital de la república.
Pertanyen a aquest municipi els possiolki de Komsomolski i Txókhrak, els khútors de Dmítrievski, Krasni Fars, Novoalekséievski, Otradni, Plodopitomnik i Politotdel i l'aül de Khatxemzi.